# Desmond MacCarthy
Desmond MacCarthy ( Plymouth, 20 mai 1877 - Cambridge, 7 juin 1952) est un critique anglais, membre du « Bloomsbury Group ».

## Biographie
MacCarthy est éduqué au collège d'Eton et au Trinity College de Cambridge. 
Il devint journaliste, publiant des périodiques tels que New Quarterly, Eye Witness et Life and Letters. Il rejoint le New Statesman en 1913, devenant son éditeur littéraire quelques années après. 
Il fut critique littéraire pour le Sunday Times, et quelques volumes de ses critiques furent éditées.